# نینو اکسیلیا
نینو اُکسیلیا (ایتالیایی: Nino Oxilia؛ ‏۱۳ نوامبر ۱۸۸۹ – ۱۸ نوامبر ۱۹۱۷) شاعر، کارگردان فیلم، نویسنده، روزنامه‌نگار و فیلم‌نامه‌نویس اهل ایتالیا بود. او اولین متن سرود جیوینِتزا را در سال ۱۹۰۹ نوشت. وی در سال ۱۹۱۷ در نبرد مونته‌گراپا کشته شد.

## فیلم‌شناسی
- خون آبی (۱۹۱۴)
- راپسودی شیطانی (۱۹۱۴)
- گل شرارت (۱۹۱۵)

## ارجاعات
1. ↑  Moliterno p. 258